# Stephen Reckert
Stephen Reckert (1923-2013), hispanista estadounidense.

## Biografía
Residente en Gran Bretaña, durante la Segunda Guerra Mundial fue traductor de japonés adscrito a la RAF (Real Fuerza Aérea). Desempeñó la cátedra de español y portugués en la Universidad de Cardiff; en la actualidad es catedrático emérito de portugués de la Universidad de Londres. Fue miembro fundador del Gabinete de Estudos de Simbología de la Universidade Nova de Lisboa. Estudió con John Brande Trend y Dámaso Alonso y fue durante algunos años profesor en la Universidad de Yale.  Es académico de la British Academy y correspondiente de la Real Academia Española y de la de Ciencias de Lisboa, y socio de honor de la Asociación Hispánica de Literatura Medieval. Es colaborador de la Encyclopaedia Britannica y ha publicado numerosos trabajos en las revistas del Hispanismo.

## Obras
Ha editado, en colaboración con Dámaso Alonso, las obras de Francisco de Medrano (Vida y obra de Medrano; edición crítica de sus obras por Dámaso Alonso y Stephen Reckert, Madrid: Instituto Miguel de Cervantes, C.S.I.C., 1948-58, 2 vols.) Sobre Gil Vicente ha publicado Gil Vicente: espíritu y letra. Estudios (Madrid: Gredos, 1976). Otras obras: Más allá de las neblinas de noviembre: perspectivas sobre la poesía occidental y oriental (versión en español por él mismo y ampliada de un libro anterior en inglés) (Madrid: Gredos, 2001). 

## Enlaces
- Artículos de Stephen Reckert en Dialnet
- Gema Vallín. "Stephen Reckert (1923-2013)", in: Asociación hispánica de Literatura Medieval.Miembros de Honor Archivado el 14 de junio de 2021 en Wayback Machine.

- Datos: Q6134183